# Asociación de la Prensa de Sevilla
La Asociación de la Prensa de Sevilla (APS) es una asociación de periodistas de la provincia de Sevilla, Andalucía, España, fundada en 1909 en Sevilla para proporcionar asistencia y defender los derechos e intereses de profesionales de la información y la comunicación.

## Historia
La asociación fue fundada en 1909 por José García Orejuela con el fin de constituir una agrupación de informadores de carácter asistencial para defender los derechos e intereses de los periodistas ante los nuevos cambios y presiones empresariales. Desde inicios de siglo estaban surgiendo nuevas situaciones por el nacimiento de empresas periodísticas y la necesidad de plantillas profesionales. Los cargos de la primera Junta Directiva recayeron en José García Orejuela (presidente), Juan de Dios Serrano Álvarez (vicepresidente), Juan Parody Mena (tesorero), Ricardo Rubio y Montero de Espinosa (secretario), José Losada de la Torre (vicesecretario) y Manuel Chaves Rey (bibliotecario).
La asociación se mantuvo aún en los tiempos más difíciles, especialmente para los informadores. Y desde 1934 inició la edición de una publicación propia, la Hoja Oficial de los Lunes. El semanario de la APS surgió con el objetivo de permitir el descanso semanal de los periodistas. Salió a la calle durante medio siglo, superando las polémicas, hasta su desaparición al principio de los años 1980, con la llegada de la democracia a España y la autonomía a Andalucía. En esos años se reorganizó la asociación, tras superar cambios y crisis, y se vinculó a entidades representativas de la profesión en Andalucía y Madrid (FAPE) y también a la Federación Internacional de Periodistas (FIP).
Entre 1993 hasta 2009 sufrió una nueva y profunda transformación para adaptarse a la llegada de las nuevas tecnologías al sector de la Comunicación. Además de otros aspectos, la APS se abrió a otras ramas del Periodismo vinculadas a los redactores, como fotógrafos, redactores de radio y televisión, periodistas digitales, cámaras de televisión o profesionales de gabinetes de prensa. 
En 1997 abrió el sitio web de la asociación y se lanzó la publicación mensual "Periodistas de Sevilla".
En 2009, la Asociación de la Prensa de Sevilla celebró su primer centenario de vida. Se actualizó la imagen corporativa de la entidad y se organizaron multitud de actos sociales y profesionales, destacando el central en el Real Alcázar de Sevilla con la presencia de los Príncipes de Asturias. Entregaron distinciones a los doce miembros más antiguos de la APS: Manuel Olmedo, José Luis Tasset, Fausto Botello, Francisco Anglada, Mariano Martín, Antonio Colón, Manuel Lorente, Manuel Cadaval, Juan Luis Manfredi, María Jesús González, Juan Holgado y Ricardo Ríos. Y también se hizo una mención en el acto a los catorce periodistas que, independientemente de su antigüedad como asociados, habían superado el medio siglo de ejercicio de la profesión en ese año.
En 2011 la asociación estrechó sus lazos con la Asociación de la Prensa de Cádiz y con la Asociación de la Prensa de Huelva, que ese año celebraba su centenario. La APS forma parte de la Federación de Asociaciones de Periodistas de España (FAPE).

## La Hoja del Lunes
La Hoja del Lunes de Sevilla salió a la calle durante 50 años, editada por la Asociación de la Prensa de Sevilla. Se publicó desde abril de 1934 hasta febrero de 1984. Desde su aparición hasta 1950 se conoció como Lunes. Desde 1958 a 1974 el periodista sevillano Juan José Gómez Martín dirigió la Hoja del Lunes de Sevilla.  Los 49 volúmenes, más de 85.600 páginas, han sido digitalizados por la Hemeroteca Municipal y pueden consultarse en línea en el Repositorio del Patrimonio Documental del Ayuntamiento de Sevilla, No8Do Digital.

## Censo de expertas
En septiembre de 2011 la APS y la Asamblea de Mujeres Periodistas de Sevilla (AMPS) crearon un Censo de Expertas para visibilizar a las mujeres en los medios de comunicación, una iniciativa pionera en el Estado español. El censo de mujeres expertas en diversas disciplinas es una herramienta digital alojada en el sitio web de la APS, contó con la colaboración del Servicio de la Mujer del Ayuntamiento de Sevilla. Incluye casi 300 referencias de profesionales, investigadoras, doctoras y especialistas en numerosos ámbitos, que han aceptado participar en este proyecto para ofrecer asesoramiento u opinión a periodistas y medios de comunicación sobre sus áreas de conocimiento. Se agrupan en seis áreas: ciencias, cultura y patrimonio, derecho y ciencias jurídicas, economía y empresa, ingenierías, salud y ciencias médicas, sociedad, y urbanismo y arquitectura.

## Premio de la Comunicación de la APS
La Asociación de la Prensa de Sevilla entrega su Premio de la Comunicación, anualmente desde 1992. Desde su inicio, se concibió como el reconocimiento de periodistas de Sevilla a una entidad que hubiera destacado en el año anterior por su actividad y su campaña de comunicación así como por su relación que con profesionales de los medios de información de Sevilla y provincia.
Desde la vigésima edición, la de 2012, se incluyó la opción de aceptar candidaturas de proyectos periodísticos innovadores que hubieran apostado por el emprendimiento en tiempos de crisis y cuya seña de distinción fuera una apuesta por calidad de la información y la dignificación de la profesión periodística. También se añadió la posibilidad de presentarse a profesionales del periodismo con trayectoria de reconocido prestigio.
En 2022 se convocaron los XXX Premios de la Comunicación. El jurado los otorgó a las periodistas Lourdes Lucio y Lucrecia Hevia de eldiario.es Andalucía.

## Claveles de la Prensa de la APS
Desde 1999, la APS concede estos galardones durante la Feria de Abril de Sevilla como reconocimiento a personalidades destacadas por sus relaciones con la ciudad de Sevilla y los profesionales de la comunicación.

## Premio Internacional Manuel Chaves Nogales
El Premio Internacional Manuel Chaves Nogales es otorgado por la Diputación de Sevilla y la Asociación de la Prensa de Sevilla. Se creó en 2021 para promover los valores profesionales del célebre periodista y escritor sevillano Manuel Chaves Nogales, así como para difundir su figura y su obra como referentes para el periodismo contemporáneo. Cuenta con galardones en cuatro categorías oficiales: prensa, radio, televisión y fotografía.
En 2022 se entregaron los premios de la primera edición. El jurado, que valoró 82 candidaturas, estuvo compuesto por Carolina Morales, directora general del Área de Cultura y Ciudadanía de la Diputación de Sevilla, por delegación del presidente de la institución; Rafael Rodríguez, presidente de la Asociación de la Prensa de Sevilla; Antony Jones, nieto de Manuel Chaves Nogales; las periodistas Eva Díaz Pérez, Charo Ramos, Inma Carretero, Lola Álvarez e Isabel Ruiz, esta como miembro del gabinete de comunicación de la Diputación; y el fotoperiodista Emilio Morenatti. Fueron distinguidos con el galardón María-Paz López, del diario La Vanguardia, en la categoría de prensa; Sara Selva y Óscar Justo, de la cadena SER, en radio; y Bernat Armangué, de la agencia Associated Press, en fotografía.
En 2023 se celebró el acto de entrega de la segunda edición. El jurado estuvo compuesto por Alejandro Moyano, diputado del Área de Cultura y Ciudadanía de la Diputación de Sevilla; Rafael Rodríguez, presidente de la Asociación de la Prensa de Sevilla; Antony Jones, nieto de Manuel Chaves Nogales; las periodistas Eva Díaz Pérez, Charo Ramos, Inma Carretero, Lola Álvarez e Isabel Ruiz; y el fotoperiodista Bernat Armangué. También han formado parte del jurado, con voz, pero sin voto, los periodistas Juan Luis Sánchez y Paloma Jara y el fotoperiodista Pablo Juliá. Se reconocieron trabajos de la periodista Patricia Simón, de La Marea, en prensa; de Javier del Pino y Valentina Rojo, de La SER, en radio; de Inmaculada García, de Canal Sur, en televisión, y de Emilio Morenatti, en fotografía.

## Presidentes
- 1909 - 1914. José García Orejuela
- 1914 -. Manuel Chaves Rey (Sevilla, 31 de agosto de 1870 - 7 de noviembre de 1914)
- 1945 - 1958 Ramón Resa y Garballo. (Cintruénigo (Navarra): 01/01/1887 - Sevilla 01/08/1958).
- Joaquín Carlos López Lozano (Granada, 1913-Sevilla, 1998)
- José Montoto y González de la Hoyuela (Lora del Río, Sevilla, 15 de febrero de 1889 - 30 de mayo de 1977)
- Celestino Fernández Ortiz (Benacazón, 28 de enero de 1919-Sevilla, 27 de marzo de 2006)
- Pepe Aguilar
- Santiago Sánchez Traver
- 1997 - 2000. Patricio Gutiérrez del Álamo
- 2000 - 2001. Benito Caetano Guerrero López
- 2001 - 2005. Santiago Sánchez Traver
- 2006 - 2011. Ana María Carvajal Llorens, Nani Carvajal
- 2011 -. Rafael Rodríguez Guerrero (Málaga, 1955)

## Socios de honor
La Asociación de la Prensa de Sevilla ha distinguido a lo largo de su historia a cinco personas como socias de honor. José Mária Javierre abrió estas distinciones en 1997 y posteriormente José Saramago, Premio Nobel de Literatura en 1998; Felicidad Loscertales, catedrática de Psicología Social de la Universidad de Sevilla; Rafael Álvarez Colunga, a título póstumo; y en 2010 a Manuel Clavero Arévalo, presidente del Consejo Editorial del Grupo Joly.

## Reconocimientos
- 2009. Cupón de la ONCE del 18 de abril de 2009, por el Centenario de la APS.[20]
- 2022. V Reconocimientos Paz y Bien: Reconocimiento a la Comunicación. Asociación Paz y Bien con motivo del Día Internacional de las Personas con Discapacidad.